# Syngonanthus ngoweensis
Syngonanthus ngoweensis är en gräsväxtart som beskrevs av Paul Lecomte. Syngonanthus ngoweensis ingår i släktet Syngonanthus och familjen Eriocaulaceae. Inga underarter finns listade i Catalogue of Life.